# Heinrich Bebel
Heinrich Bebel (1472-1518) (sinonímia: Henricus Bebelius, Henricus Bebelius Justingensis, Henricus de Bewinden, Henricus Bewindanus), (1472 ou 1473 em Ingstetten, perto de Justingen — 31 de Março de 1518 em Tübingen) foi humanista e poeta alemão.  Foi também professor de poesia e retórica da Universidade de Tübingen.  Notabilizou-se principalmente por causa da sua obra Facetiæ (Facécias, 1506), uma curiosa coleção de fatos corriqueiros e bem humorados, dirigidos principalmente contra o clero.  Escreveu também a Proverbia Germanica (1508) e Triumphus Veneris (O Triunfo de Venus, 1503), onde faz uma pequena sátira sobre a  a corrupção da sua época.  Foi contemporâneo e amigo de Erasmo de Roterdão e recebeu o título de poeta laureatus em 30 de Janeiro de 1501 por Maximiliano I pelos sua coletânea poemática.

## Biografia
Depois de seus estudos na Universidade Jaguelônica de Cracóvia, onde foi discípulo do poeta e filólogo Laurentius Corvinus (1465-1527) entre 1492 e 1494, estudou posteriormente para a Universidade de Basileia, tendo como professor Sébastien Brant em 1495, viajando posteriormente para Tübingen onde aos 25 anos, no dia 2 de Abril de 1496 foi nomeado professor de eloquência na Universidade Eberhard Karl, fundada 20 anos antes, cargo, aliás, que ocupou até a sua morte.
Sua coleção de Facécias são, por assim dizer, curtos relatos históricos, alicerçado muitas vezes pela sua veia cômica, e algumas vezes com conteúdo erótico.  A sua coletânea de provérbios (Proverbia Germanica) teve influência duradoura na Alemanha.  Suas anedotas foram encenadas em teatros populares por poetas do século XVI tais como Jörg Wickram e Hans Wilhelm Kirchhof, e se constituem uma fonte de história sobre os costumes de sua época.
Segundo Jacob Wimpheling (1450-1528), e muitos outros, ele era o verdadeiro apaixonado e defensor do seu país (verus patriae ... amator ac defensor).

## Sua época
Como frequentou os meios culturais de sua época fez amizades com Hieronymus Emser (1477-1527), Beatus Rhenanus (1485-1547), Johannes Reuchlin, Konrad Peutinger, Johannes Nauclerus (1425-1510), Philipp Melanchthon e Johann Eck
Foi um ardente patriota e entusiasta admirador do estilo e da eloquência.

## Obras principais
- Comedia Vigilantius. De optimo studio iuvenum (1501)
- Oratio ad regem Maximilianum de laudibus atque amplitudine Germaniae (1501, imprimé en  1504)
- Triumphus Veneris, souvent réimprimé, (1503)
- Ars condendi carmina, (1506) Nesta obra ele faz louvores ao Conde Erberhard im Bart († Fevereiro 1496), bem como à Universidade de Tübingen e a seus professores[3].
- Ars versificandi (1506)
- De Germanorum antiquitate (1506)
- De laudibus Suevorum (1506)
- Facetiæ (1506)
- Commentaria Epistolaru[m] Conficienda[rum] Henrici Bebelij lustingensis Poetę Laureati: poeticam & oratoriam publice profitentis in studio Tubingensi (1506) Édition numérique da  Biblioteca universitária e regional de Düsseldorf.
- Proverbia Germanica (1508)
- Libri facetiarum iucundissimi (1508-1512)
- Opuscula, une collection de dissertations savantes (1516)